# Thalmannina
Thalmannina es un género de foraminífero bentónico de estatus incierto, aunque considerado un sinónimo posterior de Lituotuba de la familia Lituotubidae, de la superfamilia Lituotuboidea, del suborden Lituolina y del orden Lituolida. Su especie tipo era Thalmannina nothi. Su rango cronoestratigráfico abarcaba el Cretácico superior.

## Discusión
Clasificaciones previas incluían Thalmannina en el suborden Textulariina del orden Textulariida, o en el orden Lituolida sin diferenciar el suborden Lituolina.

## Clasificación
Thalmannina incluía a la siguiente especie:
- Thalmannina nothi †